# Saint-Bonnet-des-Bruyères
Saint-Bonnet-des-Bruyères ist eine Gemeinde im französischen Département Rhône in der Region Auvergne-Rhône-Alpes. Sie gehört zum Kanton Thizy-les-Bourgs im Arrondissement Villefranche-sur-Saône. Sie grenzt 
- im Norden an Matour,
- im Nordosten an Saint-Pierre-le-Vieux,
- im Osten an Deux-Grosnes mit Saint-Christophe und Monsols,
- im Südwesten an Saint-Igny-de-Vers
- im Westen an Aigueperse.

## Bevölkerungsentwicklung
| Jahr                       | 1962 | 1968 | 1975 | 1982 | 1990 | 1999 | 2008 | 2014 |
| -------------------------- | ---- | ---- | ---- | ---- | ---- | ---- | ---- | ---- |
| Einwohner                  | 631  | 635  | 546  | 497  | 412  | 384  | 371  | 387  |
| Quellen: Cassini und INSEE |      |      |      |      |      |      |      |      |